# .coop
A .coop egy internetes legfelső szintű tartomány kód, melyet 2001-ben hoztak létre.

## Külső hivatkozások
- IANA .coop WHOIS  Archiválva 2008. május 16-i dátummal a Wayback Machine-ben
- .coop
- DynDNS.com
- .coop listája